# Bassania schreiteri
Bassania schreiteri är en fjärilsart som beskrevs av William Schaus 1923. Bassania schreiteri ingår i släktet Bassania och familjen mätare. Inga underarter finns listade i Catalogue of Life.